# Захарченко, Виктор Гаврилович
Ви́ктор Гаври́лович Заха́рченко (род. 22 марта 1938, Дядьковская, Краснодарский край) — советский и российский фольклорист и общественный деятель, исследователь народной песни, хоровой дирижёр, профессор, композитор. Герой Труда Российской Федерации (2020), народный артист РСФСР (1984), народный артист Украины (1994; лишён в 2024), народный артист Республики Абхазия (2008), заслуженный артист Республики Южная Осетия (2008), народный артист Республики Адыгея, народный артист Карачаево-Черкесии, заслуженный деятель искусств Чеченской Республики (2012), народный артист Республики Крым (2021). Лауреат Государственной премии Российской Федерации (2016), Государственной премии РСФСР имени М. И. Глинки (1991).
Художественный руководитель Государственного академического Кубанского казачьего хора. Член Совета по государственной политике при Председателе Совета Федерации Федерального Собрания Российской Федерации, член Патриаршего Совета по культуре.

## Биография
Родился 22 марта 1938 года в станице Дядьковская Кореновского района Краснодарского края.
В 1960 году окончил Краснодарское музыкально-педагогическое училище (ныне Краснодарский музыкально-педагогический колледж), в 1967 году — Новосибирскую государственную консерваторию имени Михаила Глинки.
10 лет работал главным хормейстером ГАСРНХ (в период с 1964 по 1974 год). С 1974 года — художественный руководитель и главный дирижёр Государственного академического Кубанского казачьего хора.
В Союз композиторов СССР был принят как музыковед и фольклорист.

## Общественная позиция
В марте 2022 года подписал обращение в поддержку военного вторжения России на Украину (2022).

## Семья
Внук — Виктор Витальевич Захарченко, первый заместитель генерального директора Государственного академического кубанского казачьего хора.

## Награды и почётные звания
Государственные награды России и СССР:
- Герой Труда Российской Федерации (15 октября 2020 года) — за особые заслуги в развитии отечественной культуры и искусства, большой вклад в популяризацию, сохранение и преумножение культурного и исторического наследия России[8]
- Орден «За заслуги перед Отечеством» III степени (26 января 2009 года) — за большой вклад в развитие музыкальной культуры и многолетнюю творческую деятельность[9]
- Орден «За заслуги перед Отечеством» IV степени (15 января 2004 года) — за большие заслуги в развитии и сохранении народной музыкальной культуры[10]
- Орден Дружбы (18 ноября 1998 года) — за заслуги в области музыкального искусства и многолетнюю плодотворную работу[11]
- Орден Трудового Красного Знамени (1987)
- Орден «Знак Почёта» (1981) — за творческие достижения в области советской культуры, успехи в  воспитании подрастающего поколения;
- Юбилейная медаль «60 лет Победы в Великой Отечественной войне 1941—1945 гг.» — за активное участие в патриотическом воспитании граждан и большой вклад в подготовку и проведение юбилея Победы
- Медаль «За доблестный труд. В ознаменование 100-летия со дня рождения Владимира Ильича Ленина»
- Народный артист РСФСР (11 сентября 1984 года) — за заслуги в области советского музыкального искусства[12]
- Заслуженный деятель искусств РСФСР (30 мая 1977 года) — за заслуги в области советского музыкального искусства[13]
- Государственная премия Российской Федерации в области литературы и искусства 2015 года (9 июня 2016 года) — за вклад в сохранение традиций и развитие отечественного музыкального искусства[14]
- Государственная премия РСФСР за работы и произведения в области народного художественного творчества (26 декабря 1991 года) — за концертные программы последних лет[15]
- Почётная грамота Правительства Российской Федерации (11 апреля 2003) — за большой личный вклад в развитие отечественного музыкального искусства и в связи с 65-летием со дня рождения[16]
- Почётная грамота Государственной Думы Федерального Собрания Российской Федерации — за существенный вклад в развитие отечественной культуры и искусства и в связи с 65-летием со дня рождения (2003)
- Почётная грамота и памятная медаль За высокие достижения в труде и большой личный вклад в подготовку и проведение XXII Олимпийских зимних игр и XI Паралимпийских зимних игр 2014 года в городе Сочи (2014)
- Медаль «За укрепление Государства Российского» (2016)
- Благодарность Министра культуры Российской Федерации (2016) — за активное участие в организации и проведении IX Всемирных хоровых игр в Сочи
- Нагрудный знак РФ «За вклад в российскую культуру» (2018, Министерство культуры Российской Федерации)[17]
- Премия Союзного государства в области литературы и искусства за 2023-2024 годы (Витебск, 11.07.2024) — за значимый вклад в укрепление дружбы между народами Беларуси и России, создание цикла песен "Беларусь", "Русь", "Цераз рэчаньку". Присуждена в январе 2024 года на заседании Высшего государственного совета Союзного государства, вручена 11 июля 2024 года Президентом Беларуси на открытии международного фестиваля искусств "Славянский базар в Витебске"[18].

Региональные награды:
- Медаль «Герой труда Кубани» (Краснодарский край).
- Медаль «Герой труда Кубани» (Краснодарский край) (2018)[19].
- Медаль «Имя Кубани» — лауреат общественной премии по номинации «Духовное имя Кубани» — 80 лет Краснодарскому краю (2017).
- медаль «За вклад в развитие Кубани — 60 лет Краснодарскому краю» I степени (Краснодарский край, 1997).
- Медаль «Слава Адыгеи» (Адыгея)[20].
- Медаль «За заслуги перед Ставропольским краем» (Ставропольский край)[20].
- Народный артист Республики Адыгея.
- Заслуженный деятель искусств Республики Адыгея.
- Народный артист Республики Абхазия (2008)[1].
- Народный артист Карачаево-Черкесской Республики.
- Заслуженный деятель искусств Чеченской Республики (2012)[3].
- Заслуженный артист Республики Южная Осетия (2008)[2].
- Почётный знак «За укрепление межнационального мира и согласия» (Дагестан) (2016)[21].
- Заслуженный деятель искусств Республики Крым (2019)[22]
- Народный артист Республики Крым (2021)[4].
- Премия администрации Краснодарского края в области культуры за 2010 год (15 мая 2012) — за создание юбилейной концертной программы, посвященной 200-летию Государственного академического Кубанского казачьего хора «Лучшее за 200 лет»

Иностранные награды:
- Орден князя Ярослава Мудрого V степени (24 августа 2013 года, Украина) — за весомый личный вклад в укрепление международного авторитета Украины, популяризацию её исторического наследия и современных достижений и по случаю 22-й годовщины независимости Украины[23].
- Орден «За заслуги» III степени (4 апреля 2008 года, Украина) — за значительный личный вклад в сохранение и популяризацию украинского песенного наследия, укрепление украинско-российских культурных связей[24].
- Народный артист Украины (22 июня 1994 года) — за значительный личный вклад в обогащение культурного и художественного наследия народа Украины, высокое исполнительское и профессиональное мастерство[25]. 22 ноября 2024 года лишён звания в ходе введённых СНБО Украины санкций против лиц, поддержавших вторжение России в Украину.
- Орден Франциска Скорины (10 июля 2008 года, Белоруссия) — за значительный личный вклад в развитие культурных связей между Республикой Беларусь и Российской Федерацией[26].
- Орден Дружбы (Вьетнам).
- Медаль «60 лет освобождения Республики Беларусь от немецко-фашистских захватчиков» (Белоруссия).
- Медаль «100 лет Освобождения Болгарии от османского рабства» (Болгария).

Ведомственные награды:
- Знак «За верность долгу» (МВД России).
- Грамота управления контрразведки по Краснодарскому краю.
- Почётная грамота Министерства культуры РСФСР и ЦК профсоюза работников культуры.

Церковные награды:
- Орден преподобного Сергия Радонежского III степени (2004) (РПЦ).
- Орден Святого Благоверного князя Даниила Московского II степени (2014) (РПЦ)[20].
- Орден преподобного Серафима Саровского (2018).

Общественные награды:
- Наградной крест «За заслуги перед казачеством России» III степени.
- Орден «За веру, волю и Отечество» (Союз казаков России).
- Крест «За возрождение казачества» (Союз казаков России).
- Наградной крест «За заслуги перед Кубанским казачеством» (Кубанское казачье войско).
- Медаль «10 лет Возрождения Енисейского казачьего войска» (Енисейское казачье войско).
- Медаль «350 лет казачества на Беларуси» (Республиканское общественное объединение «Белорусское казачество», 2005) — за неоценимый вклад в дело возрождения казачества славянских государств.
- Знак чести «Серебряный крест» (Общественная организация «Георгиевский союз», Санкт-Петербург).
- Юбилейная медаль ФНПР «100 лет профсоюзам России» (Федерация независимых профсоюзов России, 2004).
- Памятный знак «За службу на Кавказе» (знак воинского отличия, учреждённый в Южном федеральном округе).
- Лауреат Международной премии Фонда Святого Всехвального Апостола Андрея Первозванного: орден «За веру и верность».
- Лауреат Международной премии славянского единства «Боян».
- «Человек года» и серебряный крест по номинации Русского биографического института.
- «Человек года» Кубани 2001 и 2002 года по опросу газеты «Вольная Кубань».
- Национальная премия «Имперская культура» имени Эдуарда Володина (2009)[27].

Почётные звания:
- «Почётный гражданин города Краснодара».
- «Почётный житель станицы Дядьковской».
- «Почётный житель города Кореновска».
- Почётный доктор Российского государственного социального университета (21 марта 2008)[28].